# Valea Kidron
Valea Chedronului sau Kidron (în ebraică נַ֣חַל קִדְרֹ֔ון‎, transliterat: Naḥal Qidron, valea sau pârâul Kidron; în arabă وادي الجوز‎, transliterat: Wadi al-Joz (Valea Nucii) pentru segmentul de lângă obârșie) este o vale cu un curs de apă periodic care desparte Muntele Templului și Ierusalimul Vechi de Muntele Măslinilor și apoi continuă spre Marea Moartă.
În Septuaginta este menționat drept Κεδρών, iar în Biblia Vulgata drept Cedron.